# Lagoa Formosa
Lagoa Formosa is een gemeente in de Braziliaanse deelstaat Minas Gerais. De gemeente telt 17.134 inwoners (schatting 2009).

## Aangrenzende gemeenten
De gemeente grenst aan Carmo do Paranaíba en Patos de Minas.